# Bagdad Café (série télévisée, 1990)
Pour les articles homonymes, voir Bagdad Café (homonymie).
Bagdad Café (Bagdad Cafe) est une série télévisée américaine en 15 épisodes de 23 minutes, créée d'après le film éponyme réalisé par Percy Adlon et diffusée du 30 mars 1990, au 27 juillet 1991 sur CBS.

## Synopsis
La sitcom reprend les grandes lignes du film, cependant dans cette version télévisuelle le personnage de Jasmine n'est plus allemand.

## Distribution
- Whoopi Goldberg: Brenda
- Jean Stapleton: Jasmine
- James Gammon: Rudy
- Monica Calhoun: Debbie
- Scott Lawrence: Juney
- Cleavon Little: Sal

## Épisodes

### Première saison (1990)
1. Titre français inconnu (Pilot)
2. Titre français inconnu (When You're Hot, You're Hot)
3. Titre français inconnu (You Say It's Your Birthday)
4. Titre français inconnu (Too Many Cooks)
5. Titre français inconnu (Breakdown)
6. Titre français inconnu (Art)

### Seconde saison (1990-1991)
1. Titre français inconnu (This Bird Has Flown)
2. Titre français inconnu (Not Enough Cooks)
3. Titre français inconnu (City on a Hill)
4. Titre français inconnu (Sixteen Candles)
5. Titre français inconnu (I Got a Crush on You)
6. Titre français inconnu (Rainy Days and Mondays)
7. Titre français inconnu (Hell Hath No Fury)
8. Titre français inconnu (Over My Dead Body)
9. Titre français inconnu (Prisoner of Love)

## Commentaires
La série est tournée selon les conventions de la sitcom devant un vrai public. La série n'a pas obtenu d'audience suffisante, étant en concurrence frontale avec la sitcom La Vie de famille et fut annulée au bout de deux saisons.
Le journal "Insiders" affirme que la série a cessé d'être produite le 16 novembre 1990, après qu'une dispute a éclaté entre Whoopi Goldberg et le producteur exécutif Thad Mumford. Le producteur exécutif Kenneth Kaufman a dit que Goldberg avait appelé le président de CBS, Jeff Sagansky fin novembre pour dire qu'elle quittait la série. N'ayant plus le temps de trouver une remplaçante pour le rôle de Whoopi Goldberg, CBS arrêta la production, et déprogramma la série.

## Réception
Ken Tucker du magazine Entertainment Weekly a classé la série dans la catégorie "C", en disant qu' "il est rare de voir une mauvaise sitcom aussi bien jouée". En dépit de la bonne qualité de jeu de Stapleton et Little, Tucker était déçu de constater que les producteurs n'aient pas engagé de scénaristes qui soient à la hauteur du film sur lequel était basée la série.